# NGC 818
NGC 818 è una vasta galassia a spirale intermedia situata nella costellazione di Andromeda, a una distanza di circa 193 milioni di anni luce dalla nostra Via Lattea.

## Scoperta
La galassia è stata scoperta il 18 ottobre 1786 dall'astronomo britannico di origine tedesca William Herschel.

## Descrizione
NGC 818 ha una classe di luminosità III e presenta una larga riga a 21 cm dell'idrogeno neutro.

## Buco nero supermassiccio
In base alle misure di luminosità della banda K dell'infrarosso del bulbo galattico di NGC 818, si ottiene un valore di 107,1 {\displaystyle M_{\odot }} (pari a 13 milioni di masse solari) per il buco nero supermassiccio che si ritiene sia presente al centro della galassia.

## Supernova
Il 27 settembre 1992, all'interno di NGC 818 è stata scoperta la supernova SN 1992az dall'astronomo francese Christian Pollas dell'Osservatorio della Costa Azzurra. La supernova è stata classificata di tipo II.